# Мамедов, Солтан Теймур оглы
Солтан Мамедов (род. 1 апреля 1974, Баку) — Депутат Национального собрания Азербайджанской Республики VI и VII созывов . Имеет степень кандидата технических наук. Награжден медалью «Терегги».

## Биография
Солтан Мамедов родился 1 апреля 1974 года в городе Баку. Окончил факультет автоматизации производственных процессов Азербайджанского государственного университета нефти и
промышленности и факультет управления общественным здравоохранением университета Хазар. Имеет степень кандидата технических наук. Награжден медалью «Терегги». Говорит на английском и русском языках.

## Карьера
В 1996-1997 годах работал оператором-супервайзером в Балаханском нефтяном управлении Государственной нефтяной компании Азербайджана, в 1997-2001 годах работал инженером,
начальником отдела в Республиканском центре гигиены и эпидемиологии при Министерстве здравоохранения, в 2003-2005 гг. работал помощником по административным вопросам во Всемирной организации здравоохранения. С 2005 по 2015 год он был исполнительным директором представительства Фонда Ростроповича-Вишневской в Азербайджане, с 2015 по 2019 год был председателем финансового комитета Глобального фонда для борьбы со СПИДом, туберкулезом и малярией, а также членом Совета директоров. В 2015–2017 годах работал ведущим
специалистом, а также начальником отдела, а с 2018 года является руководителем департамента международных отношений Фонда Гейдара Алиева. Является членом Комитета по труду и социальной политике и Комитета по здравоохранению Милли Меджлиса. Руководитель рабочей группы по межпарламентским связям Азербайджана и Франции, член рабочих групп по отношениям с парламентами Федеративной Республики Германии, Объединенных Арабских Эмиратов, Боснии и Герцеговины, Чехии, Китая, Грузии, Швейцарии, Италии, Колумбии и Японии. Является замещающим членом азербайджанской делегации в Парламентской ассамблее Евронест.
В 2024 году на парламентских выборах в Азербайджане, которые состоялись 1 сентября, одержал победу в Хазарском избирательном округе №12. Официально стал депутатом Милли Меджлиса Азербайджана седьмого созыва, первое заседание которого состоялось 23 сентября 2024 года.

## Семья
Женат, имеет троих детей.